# Luigi Baffa
Luigi Baffa (Galatina, 25 agosto 1894 – Lecce, 1933) è stato un ingegnere italiano.

## Biografia
Nacque a Galatina nel 1894. Si laureò in ingegneria civile nel 1920 presso la Regia Scuola Statale Politecnica di Napoli ottenendo il massimo dei voti. Conseguì contestualmente un premio come miglior laureato dell'anno scolastico 1919/1920. Fu ingegnere capo dell'ufficio tecnico provinciale di Lecce a partire dal 1925; nel 1931 vinse invece il concorso per diventare ingegnere capo dell'ufficio provinciale di Bari. Fu durante il suo incarico che egli si trovò a sviluppare e a coordinare il progetto per il nuovo Palazzo della Provincia di Bari. Non vide tuttavia il completamento dell'opera, morendo in un incidente stradale a Lecce nel 1933.

## Opere
L'elenco delle opere ideate o realizzate da Luigi Baffa include:
- Cappella Votiva dei Morti in Guerra, Marsala

- Scuole Rurali, Marsala
- Sede per l'agenzia della Banca Sicula, Castelvetrano
- Tubercolosario, Mazara del Vallo
- Fondazione della Regia Dogana, Trapani
- Palazzo della Finanza, Trapani
- Chiesa di Maria Ausiliatrice, Trapani
- Palazzetto MacDonald, Trapani
- Palazzetto Grimaldi, Trapani
- Case popolari Di Vita, Trapani
- Sede dell'agenzia della Banca Commerciale Italiana, Trapani
- Progetto per il Palazzo delle Finanze, Bari (non realizzato)
- Palazzo della Provincia, Bari (1932-1935)